# Speciality
『Speciality』（スペシャリティ）は、2006年7月12日に発売された玉置成実の3枚目のアルバム。発売元はソニー・ミュージックレコーズ。

## 解説
- 前作『Make Progress』から約1年2ヶ月ぶりのアルバム。前作に引き続き2作連続でオリコンアルバムチャート1位を獲得。
- デイリーチャートで1位を獲得しておらず、2位と3位を繰り返し売上枚数が1位となった経緯がある。
- シングル表題曲5曲、カップリング1曲、新曲6曲の全12曲を収録している。前作まではボーナストラックが収録されていたが、今作には収録されていない。
- 初回限定盤、通常盤の2形態で発売。なお、2形態ともそれぞれジャケットが異なっている。
- 初回限定盤は四面デジパック仕様、玉置成実オリジナルPhoto Book（20P）、『MY WAY/Sunrize』リリースイベントでのライブを収録したDVDが付属している。
- 同年8月30日に今作に収録されているシングルの表題曲（Sunrizeを除く）のPVやメイキング等を収録した『Speciality DVD』が発売された。

## 収録曲

### Disc 1 / CD
| #         | タイトル                  | 作詞                 | 作曲         | 編曲                       | 時間  |
| --------- | ------------------------- | -------------------- | ------------ | -------------------------- | ----- |
| 1.        | 「Speciality -Inst.-」    | -                    | Tomo.        | Tomo.                      | 1:43  |
| 2.        | 「Result」                | shungo.              | 藤末樹       | 斎藤真也                   | 4:15  |
| 3.        | 「IDentity」              | 玉置成実             | 島崎貴光     | 島崎貴光・伊藤俊           | 4:14  |
| 4.        | 「New World」             | meg rock・日比野裕史 | 日比野裕史   | 齋藤真也                   | 3:49  |
| 5.        | 「Sunrise」               | 辻純更               | 草野よしひろ | 谷口浩司                   | 4:44  |
| 6.        | 「CASTAWAY」              | T2ya                 | T2ya         | Koma2Kaz                   | 4:04  |
| 7.        | 「No Way Back」           | 島崎貴光             | 島崎貴光     | 島崎貴光・伊藤俊・中野雄太 | 4:05  |
| 8.        | 「Sanctuary」             | mavie・ats-          | ats-         | ats-                       | 4:53  |
| 9.        | 「Get wild」              | 小室みつ子           | 小室哲哉     | 小室哲哉                   | 4:24  |
| 10.       | 「Reach For The Rainbow」 | mavie                | nishi-ken    | nishi-ken                  | 4:26  |
| 11.       | 「MY WAY」                | 金子理佳             | Tomo.        | m-takeshi                  | 4:13  |
| 12.       | 「Ready Steady Go!」      | 夏野芹子             | 森重樹一     | 神田和幸                   | 4:14  |
| 合計時間: | 合計時間:                 | 合計時間:            | 合計時間:    | 合計時間:                  | 49:04 |

### Disc 2 / DVD（初回限定盤のみ）
| #  | タイトル                                                                        | 作詞 | 作曲・編曲 |
| -- | ------------------------------------------------------------------------------- | ---- | ---------- |
| 1. | 「Sunrize」(2006.4.9 代官山UNITでの『MY WAY/Sunrize』リリースイベントより収録)  |      |            |
| 2. | 「CASTAWAY」(2006.4.9 代官山UNITでの『MY WAY/Sunrize』リリースイベントより収録) |      |            |
| 3. | 「Get Wild」(2006.4.9 代官山UNITでの『MY WAY/Sunrize』リリースイベントより収録) |      |            |
| 4. | 「MY WAY」(2006.4.9 代官山UNITでの『MY WAY/Sunrize』リリースイベントより収録)   |      |            |

### 楽曲解説
1. Speciality -Inst.-
2. Result
11thシングル。
「機動戦士ガンダムSEED DESTINY スペシャルエディション・砕かれた世界」エンディングテーマ。
3. IDentity
漫画「機動戦士ガンダムSEED C.E.73 Δ ASTRAY」第2巻にて、JASRACの規約に基づき歌詞が引用された。玉置成実のメッセージも巻末に掲載されている。
4. New World
5. Sunrize
10thシングル（両A面の内の1曲）。
6. CASTAWAY
9thシングル「Get Wild」カップリング曲。
GBAソフト「スーパーロボット大戦J」テーマソング
ボーカルトラックなどがシングルのものとは異なり、実質上のアルバムリミックスバージョンともいえる。当時タイアップになったバージョンは別。
7. No Way Back
8. Sanctuary
12thシングル。
テレビ東京系アニメ「牙 -KIBA-」前期オープニングテーマ。
9. Get Wild
9thシングル。
TM NETWORKのカバー。
10. Reach For The Rainbow
11. MY WAY
10thシングル（両A面の内の1曲）。
第37回「春の高校バレー」イメージソング。
12. Ready Steady Go!
ZIGGYの森重樹一を作曲に迎えた。玉置初の完全生演奏オリジナル曲。

## 演奏
- 玉置成実
  - Vocal
  - Rap (#5)
- 河合夕子：Backing Vocals (#2.4.9.10)
- Duca：Backing Vocals (#2)
- 石井裕
  - Electric Guitar (#2.3)
  - Additional Guitar (#4)
- 末永真己：Backing Vocals (#3.7)
- F.KING TOGGY：Rap (#5)
- 花沢加絵、柿沼寿枝：Backing Vocals (#5)
- 草野よしひろ：Electric Guitar (#5)
- 伊平友樹：Electric Guitar (#7)
- 梶谷裕子：Violin, Viola (#7)
- mao：Backing Vocals (#8)
- So Ogura：Additional Guitar (#8)
- 岩佐俊秀：Synthesizer Programming (#9)
- 河合英嗣：Additional Guitar (#10)
- 永村かおる：Backing Vocals (#11)
- 神田和幸：Guitars (#12)
- 寺沢功一：Bass (#12)
- 宮脇“JOE”知史 (ZIGGY)：Drums (#12)
- 高樹リオ：Background Vocals (#12)